# Tršnice
Tršnice (németül: Tirschnitz) Cheb településrésze Csehországban a Karlovy Vary-i kerület Chebi járásában. Cheb városától 4 km-re északra fekszik. A 2001-es népszámlálási adatok szerint 131 lakosa van. 1976-ig önálló község volt.